# Sala Bolognese
Sala Bolognese (emilián nyelven Sèla Bulgnàisa) település Olaszországban, Emilia-Romagna régióban, Bologna megyében. Lakosainak száma 8407 fő (2023. január 1.). Sala Bolognese Anzola dell’Emilia, Argelato, Calderara di Reno, Castello d’Argile, Castel Maggiore és San Giovanni in Persiceto községekkel határos.

## Népesség
A település lakossága az elmúlt években az alábbi módon változott:
| Lakosok száma | 8369 | 8372 | 8407 |
|               | 2017 | 2018 | 2023 |